# Nottz
Nottz, właśc. Dominick Lamb – amerykański producent muzyczny oraz raper. Współpracował z takimi wykonawcami jak Busta Rhymes, Kanye West, Xzibit, Snoop Dogg, The Game, G-Unit, Royce da 5’9” i Kardinal Offishall

## Dyskografia

### Wyprodukowane utwory

#### 1998
- D.V. Alias Khrist and Lord Have Mercy – Lyricist Lounge, Volume One
  - „Holy Water”
- 3rd Eye - studio life
  - „Final Exam”
  - „'88 Flashback”
- Busta Rhymes – Extinction Level Event (Final World Front)
  - „Everybody Rise”
  - „Where We Are About To Take It”
  - „Extinction Level Event (The Song of Salvation)”

#### 1999
- Various - Violator: The Album
  - „Whatcha Come Around Here For?” – The Flipmode Squad
- The Notorious B.I.G. – Born Again
  - „Dangerous MCs” feat. Snoop Dogg, Busta Rhymes & Mark Curry
- Various - Thicker Than Water soundtrack
  - „Thicker Than Blood” – Fat Joe feat. Terror Squad
- Lord Have Mercy - Thee Ungodly Hour
  - „Paint Ya Face”
  - „These Men Don’t Cry” feat. Method Man
  - „Home Sweet Home” feat. M.O.P.

#### 2000
- Busta Rhymes – Anarchy
  - „Get Out!!”,
  - „A Trip Out Of Town”
  - „Anarchy”
- Rah Digga – Dirty Harriet
  - „ShowDown”
  - „The Last Word”
  - „Straight Spittin' Part II”
  - „What’s Up Wit' That”
  - „Just For You”
- Funkmaster Flex – 60 Minutes Of Funk – The Mix Tape Volume IV
  - The Bad Seed - „Uhhnnh”
- M.O.P. – Warriorz
  - „Home Sweet Home” feat. Lord Have Mercy
- Xzibit – Restless
  - „U Know” feat. Dr. Dre

#### 2001
- Krumbsnatcha - Long Awaited - Snatcha Season Pt. 2
  - „Blaze” feat. Blackndekuh, Nottz & Spoon
  - „Do U Wanna” feat. Boogieman & Top Gun
  - „Can’t Get None” feat. Lord Tariq
  - „Hood Turn Hot”
  - „Killer In Me”
  - „Jungle”
  - „Take Your Pain Away”
- Krumbsnatcha - Training Day Soundtrack
  - „W.O.L.V.E.S.” feat. M.O.P.
- Busta Rhymes – Genesis
  - „Intro”
  - „Pass The Courvoisier”
  - „Bad Dreams"

#### 2002
- Snoop Dogg – Snoop Dogg Presents... Doggy Style Allstars Vol. 1
  - „Don’t Make A Wrong Move” feat. Prodigy & Special Ed
- Scarface – The Fix
  - „Keep Me Down”
- Krumbsnatcha
  - „Oxygen” feat. Boogieman
- 50 Cent – „Guest who’s back?”
  - „Be a gentleman"

#### 2003
- G-Unit – Beg for Mercy
  - „Footprints”
- Kardinal Offishall – Belly Dancer/Sick!
  - „Sick!” feat. Bounty Killer
- Blackmoon - „Total Eclipse”
  - „Why we act this way?”
- Craig G
  - „Now that's What’s Up” feat. Mr. Cheekz
- Pitch Black - „Pitch Black Law”
  - „R you ready 4 this?"

#### 2004
- Krumbsnatcha - Let The Truth Be Told
  - „Do Me”
  - „Boston To VA” feat. Fam-Lay
  - „Thorough” feat. Ghostface Killah & Solomon Childs
  - „Get Live” feat. DMP
  - „Never Grow Up”
- Cassidy – Split Personality
  - „Real Talk”
- 213 – The Hard Way
  - „Lonely Girl”
- Ghostface – The Pretty Toney Album
  - „Be This Way”
  - „Tooken Back” feat. Jacki-O
- Kardinal Offishall – Kill Bloodclott Bill
  - „Gas"

#### 2005
- Consequence
  - „Caught Up in the Hype”
- Skillz – Confessions Of A Ghostwriter
  - „Imagine”
  - „S.K.I.L.L.Z.” feat. Musiq Soulchild
- Canibus – Hip-Hop for Sale
  - „It's No Other Than”
  - „Back Wit Heat”
  - „Show 'Em How”
  - „Dear Academy”
  - „I Gotcha”
- Royce da 5’9” – Independent’s Day
  - „Politics” feat. Cee-Lo Green
  - „Blow Dat..."

#### 2006
- Little Brother – Soldiers of Fortune (Hall of Justus album)
  - „Life of The Party”
- Snoop Dogg – Tha Blue Carpet Treatment
  - „That’s That Shit” feat. R. Kelly
- The Game – Doctor’s Advocate
  - „One Night"

#### 2007
- Sunshine Anderson - Sunshine At Midnight
  - „My Whole Life”
- Boot Camp Clik – Casualties of War
  - „Bubblin' Up”
- WC – Guilty by Affiliation
  - „Jack & The Bean Stalk”
- Swizz Beatz – One Man Band Man
  - „Big Munny”
- Kanye West – Graduation
  - „Barry Bonds” feat. Lil Wayne
- Little Brother – Getback
  - „Two-Step Blues”
- Scarface – Made
  - „Girl You Know”
- Cassidy - B.A.R.S. The Barry Adrian Reese Story
  - „I Get My Paper"

#### 2008
- Snoop Dogg – Ego Trippin’
  - „Deez Hollywood Nights”
- Dwele – Sketches of a Man
  - „A Few Reasons”
- AZ – Undeniable
  - „Fire”,
  - „Now I Know”
- The Game – LAX
  - „Cali Sunshine” feat. Bilal
  - „Ya Heard” feat. Ludacris
- Kardinal Offishall – Not 4 Sale
  - „Ill Eagle Alien”
- MURS – Murs for President
  - „Me and This Jawn”
  - „Think You Know Me”
- MURS
  - „Better Than The Best”
- Termanology – Politics As Usual
  - „Please Don't Go”
  - „Float”
  - „Drugs Crimes Gorillaz”
- Scarface – Emeritus
  - „Can’t Get Right” feat. Bilal
  - „Still Here” feat. Shateish

#### 2009
- Asher Roth – Asleep in the Bread Aisle
  - „Y.O.U.” feat. Slick Rick (utwór dodatkowy)
- Slaughterhouse
  - „Woodstock (Hood Hop)” feat. M.O.P.
- Finale - A Pipe Dream and A Promise
  - „Jumper Cables”
  - „Brother’s Keeper”
- Skyzoo – The Salvation
  - „Popularity”
  - „Maintain”
- M.O.P. – Foundation
  - „I’m A Brownsvillain”
- KRS-One & Buckshot – Survival Skills
  - „One Shot” feat. Pharoahe Monch
- Cormega -"Born & Raised”
  - „What Did I Do”
- Shafiq Husayn - En' A-Free-Ka (Nottz Remix)
  - „Cheeba” feat. Bilal
- Royce da 5’9” – Street Hop
  - „Count for Nothing”
  - „Street Hop”
- Rakim – The Seventh Seal
  - „Man Above” feat. Tracey Horton
- Snoop Dogg – Malice n Wonderland
  - „Pimpin' Ain’t EZ” feat. R. Kelly
  - „Protocol”
- Mayer Hawthorne
  - „I Need You"

2010
- Nottz - „You Need This Music”
  - „Shine So Brite”
  - „Cars” (B-SIDE)
- Snoop Dogg – More Malice
  - „Protocol”
- Rah Digga – „Classic”
  - „This Ain’t No Lil’ Kid Rap"